# Amtsbezirk Schwarzenburg
Der Amtsbezirk Schwarzenburg war bis zum 31. Dezember 2009 eine Verwaltungseinheit mit Hauptort Schwarzenburg (damalige Gemeinde Wahlern) im Schweizer Kanton Bern. Der Amtsbezirk umfasste vier Gemeinden mit 9950 Einwohnern (Stand 31. Dezember 2008) auf 157,11 km². Die Gegend ist unter dem Namen Schwarzenburgerland bekannt.

## Gemeinden
| Name der Gemeinde | Einwohner (31. Dez. 2009) | Fläche in km² | Einwohner pro km² |
| ----------------- | ------------------------- | ------------- | ----------------- |
| Albligen          | 468                       | 4,30          | 109               |
| Guggisberg        | 1556                      | 54,91         | 28                |
| Rüschegg          | 1615                      | 57,30         | 28                |
| Wahlern           | 6248                      | 40,60         | 154               |
| Total (4)         | 9887                      | 157,11        | 63                |

## Veränderungen im Gemeindebestand

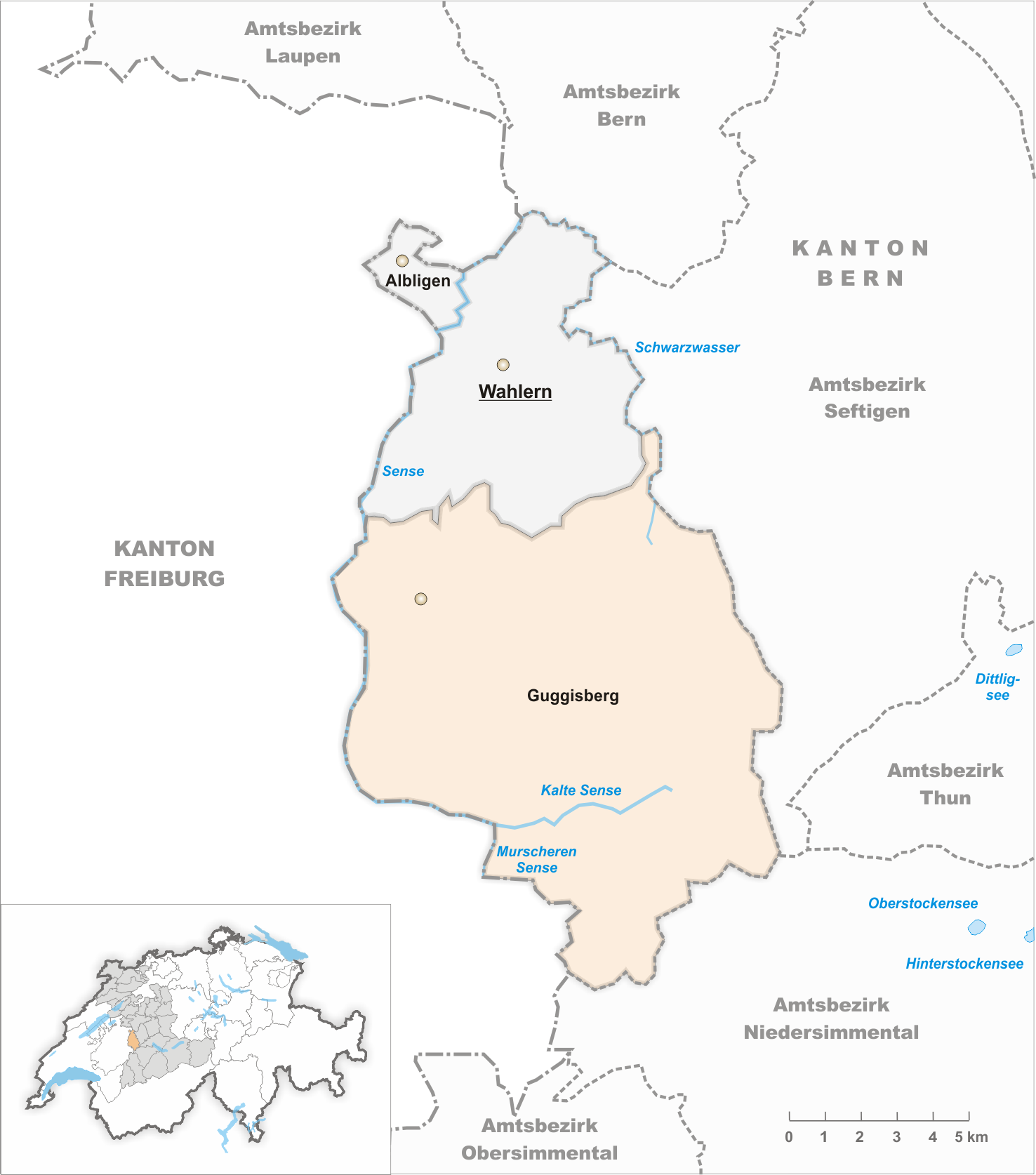
Gemeinden bis 1859
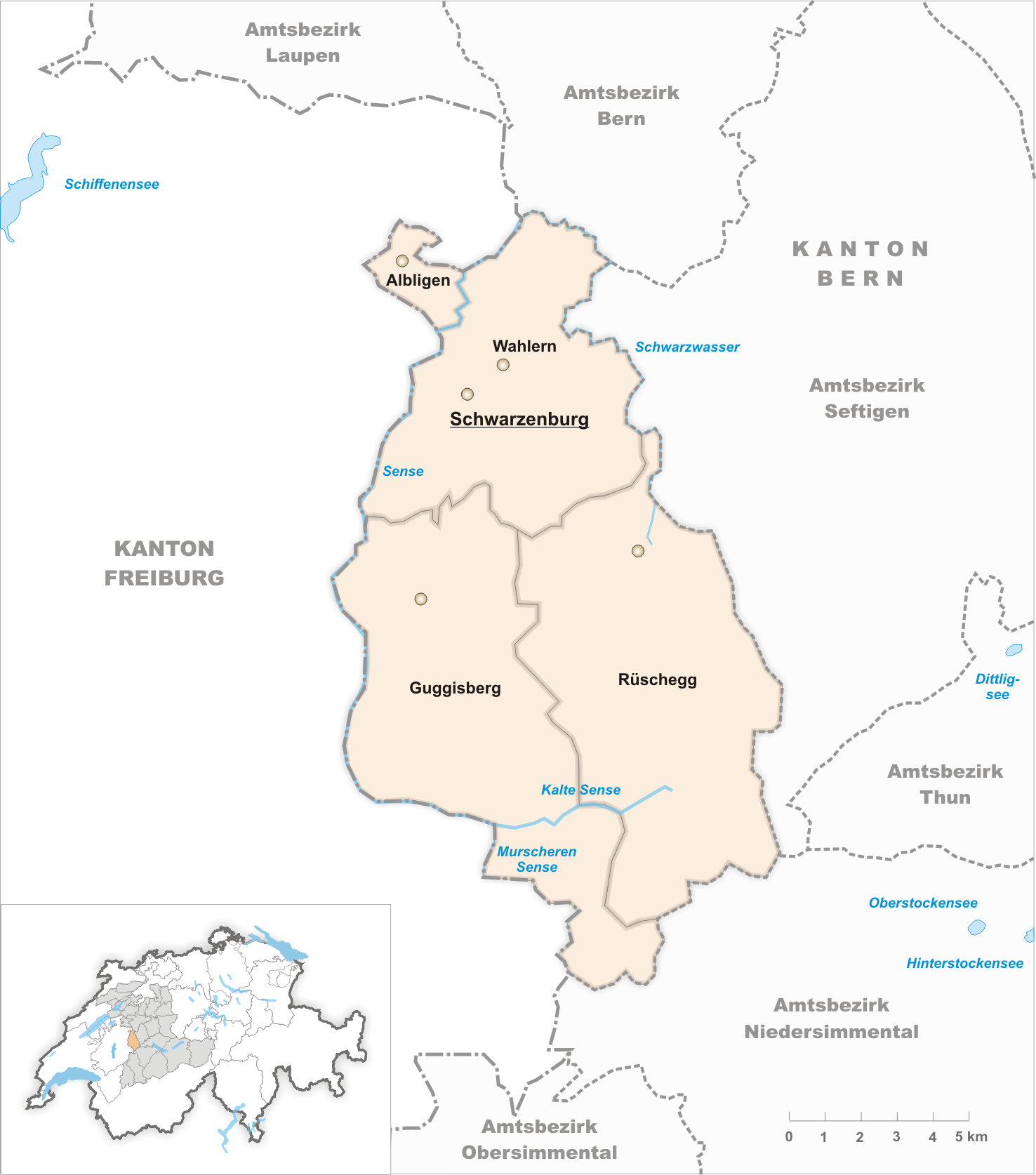
Gemeinden bis 2009

- 1860: Abspaltung von Guggisberg → Rüschegg
- 2010: Bezirkswechsel aller 4 Gemeinden vom Amtsbezirk Schwarzenburg → Verwaltungskreis Bern-Mittelland